# Wiki.js
Wiki.jsは、JavaScriptで書かれたウィキエンジンであり、Node.js上で動作する。
これはGNU AGPL v3に基づいて配布されている自由ソフトウェアである。
これはセルフホスト又はDigitalOcean及びAWSのマーケットプレイスで "single-click" インストールを使用して利用することができる。

## 特徴

### Markdownエディタ
コンテンツはMarkdown構文とビジュアルエディタを使用して記述され、Markdownファイルとして直接保存される。

### Gitバックエンドストレージ
コンテンツはリモートのGitリポジトリと継続的に同期され、バックアップ及び復元又は複数のサーバがセットアップされた場合の信頼できる唯一の情報源として機能する。
バージョン2.xではGitはオプションであり、他のストレージプロバイダと置き換えることができる。

### 統合されたアクセス制御
ウィキの全て又は特定のセクションに接続することができる。
ユーザーはローカル認証、SAML 2.0、OAuth、Google、マイクロソフト又はFacebookのソーシャル・ログインを使用してログインすることができる。
また、ゲストビューにも対応している。
次のメジャーアップグレードでは更に多くの認証方法が追加される予定である。

### アセット管理
画像、動画、ドキュメント又はあらゆる種類のファイルなどのメディアコンテンツを挿入することができる。
アセットはディレクトリに分類することができ、互換性のあるメディアのサムネイルが自動的に生成される。

### ビルトイン検索エンジン
全てのコンテンツは自動的にインデックスが作成され、検索バーを介して任意のページからアクセスすることができる。

## システム要件
Wiki.js 2.xの実行に必要な要件:
- Node.js 10.12又はそれ以降
- PostgreSQL 9.5又はそれ以降、MySQL 8.0又はそれ以降、MariaDB 10.2.7又はそれ以降、SQLite 3.9又はそれ以降又はMicrosoft SQL Server 2012又はそれ以降のいずれか

Wiki.js 1.xの実行に必要な要件:
- Node.js 6.11.1又はそれ以降
- MongoDB 3.2又はそれ以降
- 公開又は非公開のGitリポジトリ